# Альціон імператорський
Альціо́н імператорський (Actenoides princeps) — вид сиворакшоподібних птахів родини рибалочкових (Alcedinidae). Ендемік Індонезії.

## Опис

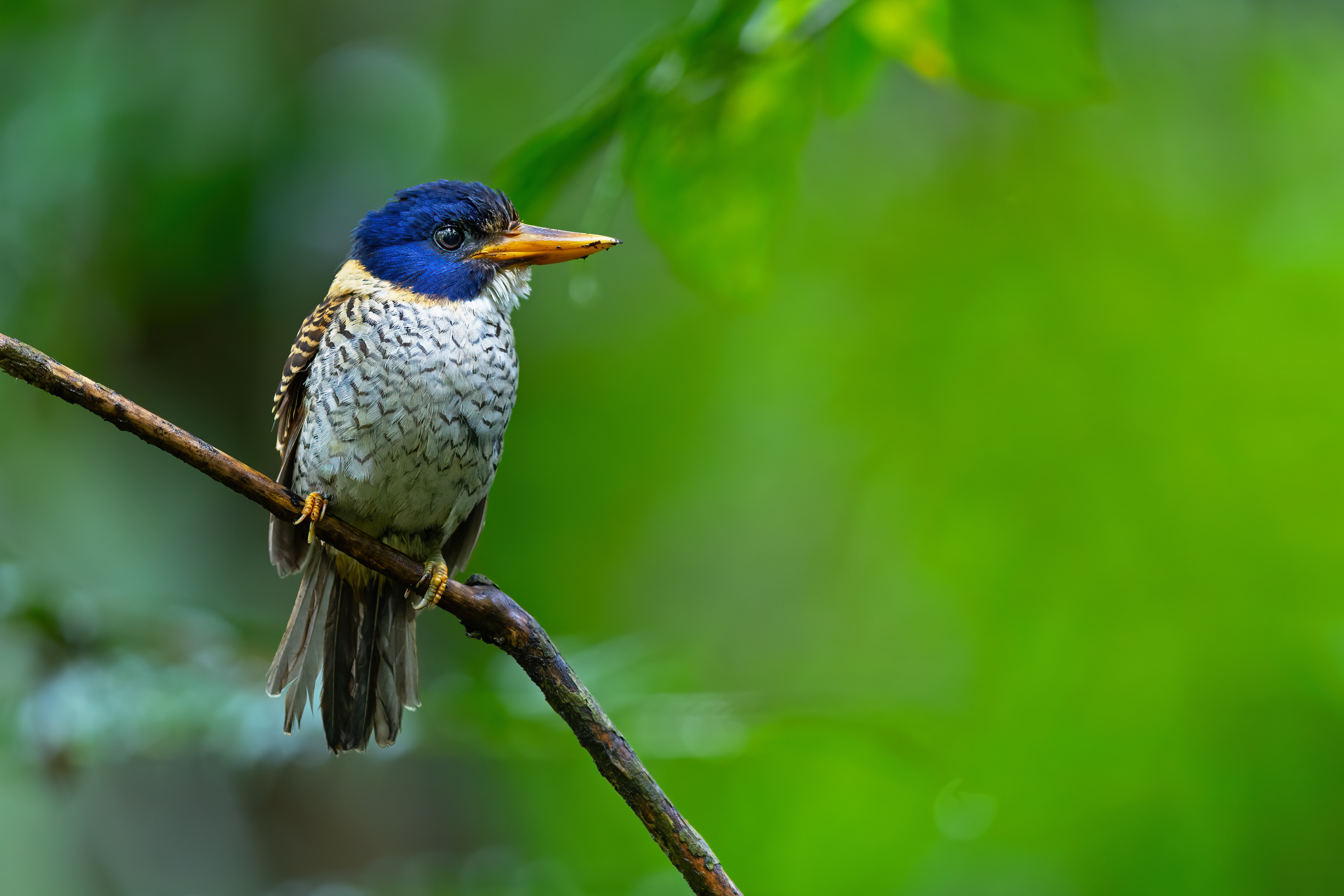
Альціон імператорський, самець

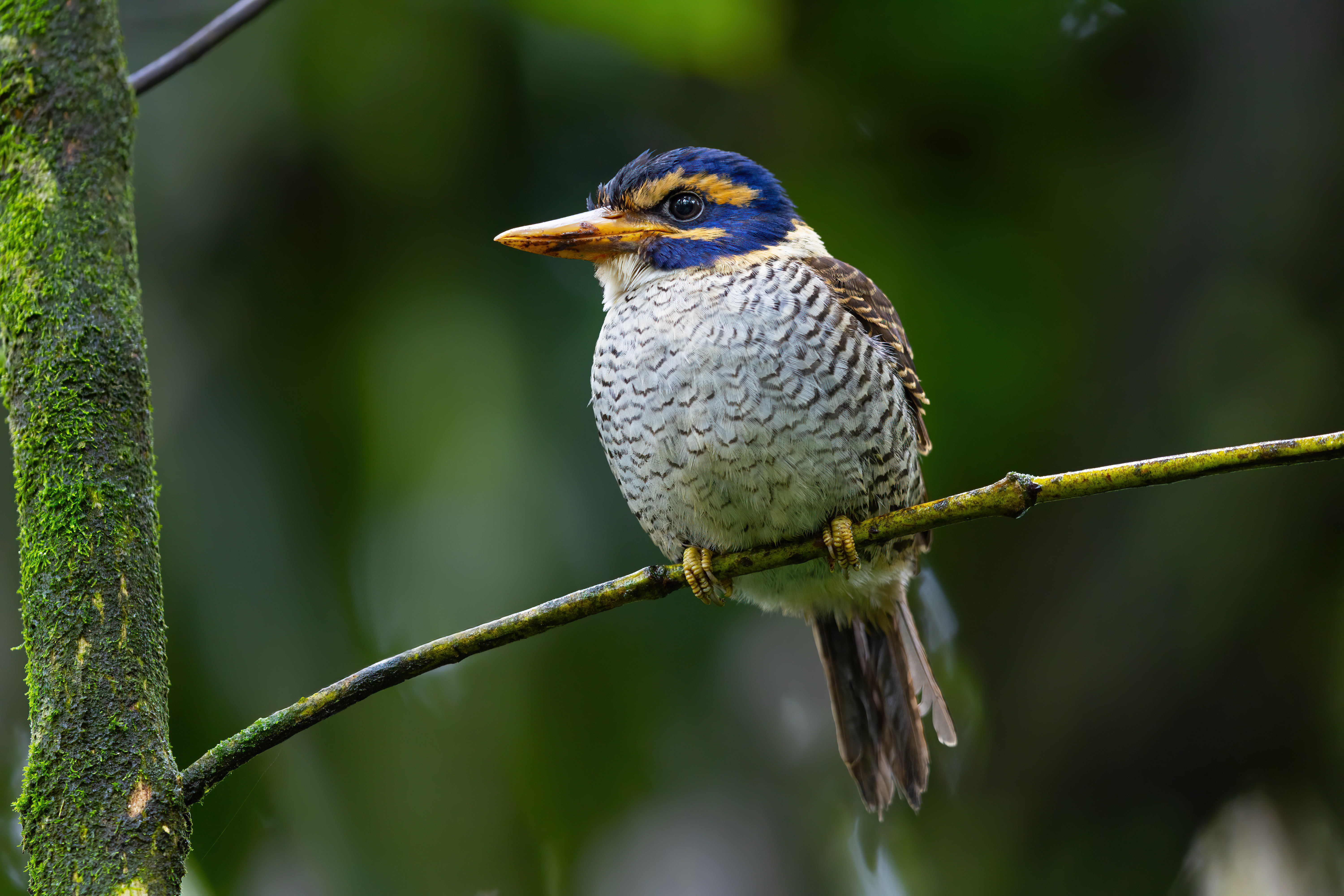
Самиця альціона імператорського має ясні «брови»

Довжина птаха становить 24—25 см. Голова темно-синя, на шиї кремовий «комір», верхня частина тіла коричнювата, пера на ній мають світлі краї, нижня частина тіла білувато-охриста, поцяткована вузькими темними смугами. У самиць над очима широкі кремові «брови», від дзьоба ідуть кремові «вуса». Очі темно-карі, дзьоб жовтувато-коричневий. Вокалізація — серія посвистів, що повторюються, спочатку з висхідним, а потім з низхідним тоном, послідовність яких іноді змінюється. Пісню найчастіше можна почути перед світанком.

## Підвиди
Виділяють три підвиди:
- A. p. princeps (Reichenbach, 1851) — північний схід Сулавесі;
- A. p. erythrorhamphus (Stresemann, 1931) — північний захід, центр і південний захід Сулавесі;
- A. p. regalis (Stresemann, 1932) — південний схід Сулавесі.

Деякі дослідники виділяють підвид A. p. regalis в окремий вид Actenoides regalis.

## Поширення та екологія
Імператорські альціони є ендеміками острова Сулавесі. Вони живуть в густому підліску вологих гірських тропічних лісів, на висоті від 900 до 2000 м над рівнем моря. Живляться жуками та іншими великими безхребетними, іноді дрібними хребетними. Гніздяться в норах, в кладці 4 яйця.

## Збереження
МСОП класифікує стан збереження цього виду як близький до загрозливого. Імператорським альціонам загрожує знищення природного середовища.